# جاده مه‌آلود
جاده مه‌آلود فیلمی در ژانر ملودرام اجتماعی و محصول ایران است. این فیلم به نویسندگی فرهاد نقدعلی و کارگردانی بهادر اسدی در اسفند ماه ۱۳۹۳ تولید گردید. آشا محرابی، فریبا نادری، رامتین خداپناهی، رامبد شکرابی، مرتضی کاظمی، زهره حمیدی و آریو شباهنگ در این فیلم ایفای نقش کرده‌اند.

## داستان
احد، برادر بزرگتر خانواده به بهانه سالگرد فوت مادرشان، خانواده‌اش را به خانه مادری در شمال می‌کشاند. او متوجه می‌شود که خواهرهایشان دچار مشکلات و از هم گسیختگی شده‌اند و سعی می‌کند که به بهانه‌ای به آنها کمک کند و خانواده را کنار هم حفظ کند ولی در همین حین حادثه ای رخ می‌دهد. . .